# Wei Shou
Wei Shou, imię publiczne Boqi, chiń. trad. 伯起, (ur. 506, lub 507, 502 - zm. 572) – chiński uczony i urzędnik związany ze Wschodnią dynastią Wei i Północną dynastią Qi, znany przede wszystkim jako autor Księgi Wei.
Urodził się w Xiaquayang w komanderii Julu (na zachód od dzisiejszego miasta Jin w prowincji Hebei). Był synem Wei Zijiana, znaczącego dowódcy Północnej dynastii Wei. W trakcie swoich młodych lat towarzyszył swojemu ojcu w nadgranicznych wyprawach i rozważał nawet karierę wojskową. Jednak już w wieku 15 lat posiadał znaczącą wiedzę i potrafił tworzyć literackie kompozycje, tak że ostatecznie całkowicie poświęcił się nauce. W wieku 21 lat został mianowany profesorem narodowego uniwersytetu, by niedługo później za rekomendacją ministra personelu, Li Shenjuna, zostać sekretarzem w Ministerstwie Edukacji. W roku 531 cesarz Jiemin (531 - 532), szukając osób do swojej osobistej świty, poddał Wei Shou próbie, każąc mu skopiować Traktat o ofiarach feng i shan, stanowiący część Zapisków historyka. Wei Shou dokonał tego w zawrotnym tempie, przy czym bardzo niewiele z tysiąca znaków wymagało późniejszej poprawy. Będąc pod wrażeniem jego umiejętności pisarskich Jiemin podniósł jego urzędniczą rangę i ustanowił go nadzorcą nad procesem sporządzania cesarskich dzienników i kompilowania dynastycznej historii. Oprócz tego Wei Shou jednocześnie sprawował stanowisko zastępcy szefa Sekretariatu, pomimo tego że miał wówczas jedynie 26 lat.
Po upadku Jiemina Wei Shou znalazł się w świcie Yuan Zana, księcia Guangping i bratanka cesarza Xiaowu (532 - 534). Kiedy jednak cesarz wszedł konflikt z potężnym ministrem Gao Huanem Wei Shou wycofał się z dworu pod pretekstem choroby, nie chcąc brać udziału w tych niebezpiecznych politycznych zmaganiach. Pomimo to w roku 539 Wei Shou wraz z Wang Xinem odbyli w imieniu Wschodniej dynastii Wei misję dyplomatyczną na dworze Liang. Cesarz Wu (502 - 549) i jego dworzanie mieli być pod wielkim wrażeniem osobowości Wei Shou. W następnym roku został on przydzielony do sztabu Gao Huana rezydującego w Jinyangu (dzis. Taiyuan). Miał być jednak niezadowolony ze swojej pracy jako właściwie pisarza i poprosił o przydzielenie mu zadania skompilowania historii Wei, co też się stało. W roku 544 otrzymał kolejną urzędniczą rangę i rozpoczął służbę jako zastępca szefa Sekretariatu. Po śmierci Gao Huana w roku 547 faktyczne rządy w Wei przejął jego syn Gao Cheng, który nakazał Wei Shou sporządzenie ponad 50 proklamacji. Kiedy ten dokonał tego w jeden dzień Gao Cheng był pod takim wrażeniem, że ogłosił iż Wei Shou góruje zarówno nad Wei Zishengiem jak i Xing Shao, dwoma najbardziej poważanymi pisarzami dworu Wei (ta trójka była znana pod kolektywnym mianem „trzech talentów z Północy”).
Kiedy Gao Cheng zmarł w roku 549, jego następca Gao Yang (przyszły cesarz Wenxuan (550 - 559) wyznaczył Wei Shou, Cui Jishu i Gao Dezhenga, by przejęli krytyczne sprawy państwa. Gdy Gao Yang rok później ogłosił się cesarzem, to Wei Shou skomponował edykty i dekrety upoważniające go do akceptacji abdykacji cesarza Xiaojinga (534 - 550). Gao Yang mianował Wei Shou szefem sekretariatu i ponadto ustanowił go nadzorcą nad procesem redakcji urzędowych dokumentów. W roku 551 Wei Shou oficjalnie powierzono zadanie skomponowania historii dynastii Wei. Przedstawił on ukończoną Księgę Wei w roku 554. Jeszcze w tym samym roku został mianowany regionalnym inspektorem Liangzhou (dzis. Kaifeng), zaś trzy lata później młodszym wychowawcą następcy tronu i nadzorcą nad procesem sporządzania historii dynastii Qi. Brał także udział w sporządzeniu kodeksu prawa Qi. W roku 559 Gao Yang nadał mu honorowy tytuł „Niezrównany w Honorze”. W roku 560 otrzymał kolejne urzędnicze rangi, sługi pałacu i prawego mistrza doskonałej szczęśliwości. Została mu także przydzielona pozycja prawego zastępcy szefa ministerstwa stanu. W roku 563 Li Gongtong został skazany na śmierć za wspieranie rebelii Gao Guiyana. Jego matka fałszywie zawyżyła swój wiek, by uniknąć kary. Była ona młodszą siostrą żony Wei Shou i ten pomógł jej w ukryciu prawdziwego wieku, o co jednak został oskarżony przez księcia Pengcheng, Gao You. Za karę Wei Shou został usunięty z oficjalnego rejestru urzędników. Jednak już rok później mianowano go namiestnikiem Qingdu (na południowy zachód od dzisiejszego Linzhang w Hebei), zaś w roku 565 został lewym wielkim mistrzem doskonałej szczęśliwości. W latach 566 - 567 był pełniącym obowiązki regionalnego inspektora Qizhou (dzis. Jinan). W roku 567 powrócił na dwór cesarski z tytułem komandora. Jednocześnie działał jako nadzorca sekretariatu aż do roku 569, kiedy został ponownie mianowany prawym zastępcą szefa ministerstwa stanu. W roku 572 brał udział w sporządzaniu kompilacji Xiuwen yulan (修文御覽). W tym samym roku zmarł w wieku sześćdziesięciu sześciu lat.
Wei Shou miał opinię człowieka powierzchownego, rozwiązłego i apodyktycznego i ta ocena jego charakteru rzutowała na opinię współczesnych o jego twórczości. W roku 548 Wei Shou obraził posła Liang Xu Linga i za karę Gao Cheng wtrącił go na kilka dni do więzienia. Pierwsza redakcja Księgi Wei spotkała się z zarzutami ponad stu osób wytykających jej różne nieścisłości, najczęściej polegające na tym, że stanowiska zajmowane przez ich przodków miały zostać niewłaściwie podane lub nie wymieniono ich w ogóle (co było kluczową kwestią dla pozycji danego rodu). Cesarz Wenxuan zarządził publiczne wysłuchanie, jednak Wei Shou jeszcze pogorszył swoją sytuację, gdy w jego trakcie stracił panowanie nad sobą. Pomimo to jego pozycja na dworze była wówczas tak silna, iż tym razem nie tylko nic mu się nie stało, ale to wielu jego oskarżycieli zostało wychłostanych, a kilku nawet stracono. Poziom niechęci wielu współczesnych do Wei Shou oddaje słynna anegdota, zgodnie z którą przekazał on kopię swojej twórczości Xu Lingowi, by ten rozpowszechnił ją na Południu. Ten jednak kiedy osiągnął Jangcy wrzucił cały zbiór do rzeki. Kiedy później pytano go o to Xu miał odpowiadać, iż: „Wyświadczyłem Panu Wei przysługę ukrywając jego nieudolność”. Powszechnie uważano, iż w swojej twórczości Wei Shou jest zbyt zależny od prozaika z Południa, tworzącego w poprzednim stuleciu, Ren Fanga. Pewnego razu Xing Shao miał nawet powiedzieć, iż: „Styl Ren Fanga z Południa jest u swych podstaw surowy. Wei Shou nie tylko go naśladuje, ale w znacznym stopniu plagiatuje”.
Wei Shou miał pozostawić po sobie kolekcję pism w siedemdziesięciu zwojach (juan), zaginęła ona jednak w okresie Song. Późniejsze zbiory jego twórczości są rekonstrukcjami z epoki Ming. Yan Kejun zebrał piętnaście jego utworów prozatorskich w swoim Quan shangdu Sandai Qin Han Liuchao wen, zaś Han Wei Jin Nanbeichao shi Lu Qinli zawiera czternaście wierszy Wei Shou, które są przeważnie w stylu pałacowym. Wei Shou był szczególnie dumny ze swoich fu, który to gatunek uważał za prawdziwy sprawdzian pisarskich zdolności. Żadne jego fu nie przetrwało jednak do naszych czasów. Za życia Wei Shou był znany przede wszystkim ze swoich pism sporządzonych w cesarskiej służbie na dworze Wschodniego Wei i Północnego Qi. Według jego biografii z Księgi Północnej Dynastii Qi począwszy od roku 544 Wei Shou komponował wszystkie istotne państwowe dekrety i pisma powstające w dowództwach wojskowych. Kiedy tylko zachodziła nagła potrzeba Wei sporządzał pismo momentalnie po otrzymaniu polecenia. Współcześnie Wei Shou jest najbardziej znany z Księgi Wei, która została zaliczona do oficjalnego zbioru Dwudziestu czterech historii. Innym często podziwianym dziełem prozatorskim Wei Shou są Pisma do poduszki (枕中篇), napisane przez niego w późnym wieku jako upomnienia dla młodszych członków rodziny.